# Сала Бејкер
Сала Бејкер (енгл. Sala Baker; Велингтон, 22. септембар 1976) је глумац и статиста са Новог Зеланда. Најпознатији је по улози Саурона у филмској трилогији Господара прстенова.

## Филмографија
| Улоге Сале Бејкера |                                     |               |                       |          |
| Година             | Српски назив                        | Изворни назив | Улога                 | Напомена |
| 2001.              | Господар прстенова: Дружина прстена |               | Саурон                |          |
| 2002.              | Господар прстенова: Две куле        |               | Саурон, глас орка     |          |
| 2003.              | Господар прстенова: Повратак краља  |               | Саурон                |          |
| 2009.              | Звездане стазе                      |               |                       |          |
| 2010.              | Књига спаса                         |               |                       |          |
| 2013.              | Гвоздени човек 3                    |               | екстремистички војник |          |